# Stazione di Peschiera (FMP)
La stazione di Peschiera FMP, che il comune di Peschiera del Garda, era uno dei capolinea settentrionali della ferrovia Mantova-Peschiera.

## Storia
Completata nel 1927 a cura del Consorzio interprovinciale per la Ferrovia Mantova-Peschiera, la linea ferroviaria, e con essa la stazione, venne affidata nel 1932 in subconcessione la linea alla Società Anonima Esercizi Riuniti (SAER); l'inaugurazione ufficiale avvenne il 13 maggio 1934.
Il 14 febbraio 1948 il Consorzio Interprovinciale riassunse la gestione diretta della linea e degli impianti.
Nel 1963 la gestione della linea passò infine all'Azienda Interprovinciale Autoservizi di Mantova (APAM) che interruppe nell'estate di quell'anno i collegamenti diretti con la darsena di Peschiera e la navigazione lacuale del Garda. Il Ministero dei trasporti, con decreto 23 agosto 1966, n. 2974, decise di sostituire la linea con un autoservizio e i treni passeggeri e merci percorsero per l'ultima volta la linea il 30 aprile 1967.

## Strutture e impianti
Configurato come stazione di testa, l'impianto sorgeva adiacente alla Stazione FS, con la quale era raccordata.
La stazione era dotata di tre binari di cui due di testa e uno, quello più meridionale, quale semplice raddoppio; oltre al fabbricato viaggiatori era presente una rimessa per il materiale rotabile, cui si accedeva da uno scambio posto quasi al termine di uno dei binari tronchi. Dall'altro binario tronco si diramava il raccordo con la stazione FS.
Una diramazione, con origine presso il casello 9 prima della curva elicoidale che portava all'ingresso della stazione di Peschiera FMP, consentiva ai treni di raggiungere direttamente la stazione di Peschiera Darsena, dove era garantita la coincidenza con le linee dei battelli che solcavano il lago di Garda.

## Movimento
La stazione era interessata prevalentemente dal traffico locale passeggeri per Mantova; dal 31 marzo 1957, grazie a un accordo con le Ferrovie dello Stato, ai convogli della Mantova-Peschiera fu consentito di percorrere la tratta Peschiera-Brescia, collegando con un servizio ferroviario diretto le due città lombarde.
Oltre ai servizi merci raccoglitori che interessavano la linea e il traffico generato dal raccordo con la Darsena, la stazione vedeva un significativo servizio di trasporto materiali svolto per conto del Genio Militare uno dei cui depositi, raccordato alla stazione, sorgeva in località Campagnola.